# Pontlatzer Brücke

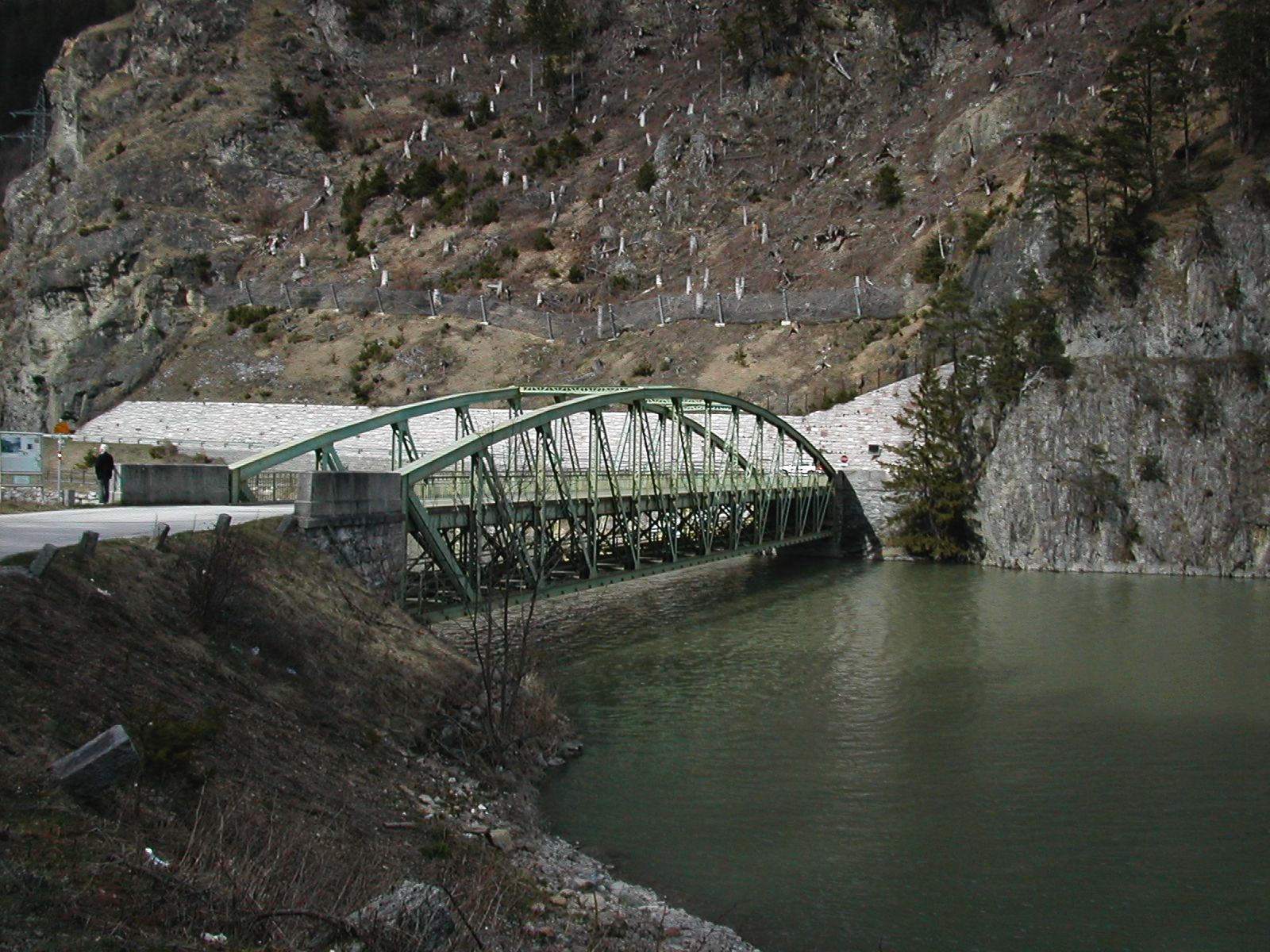
De Pontlatzer Brücke

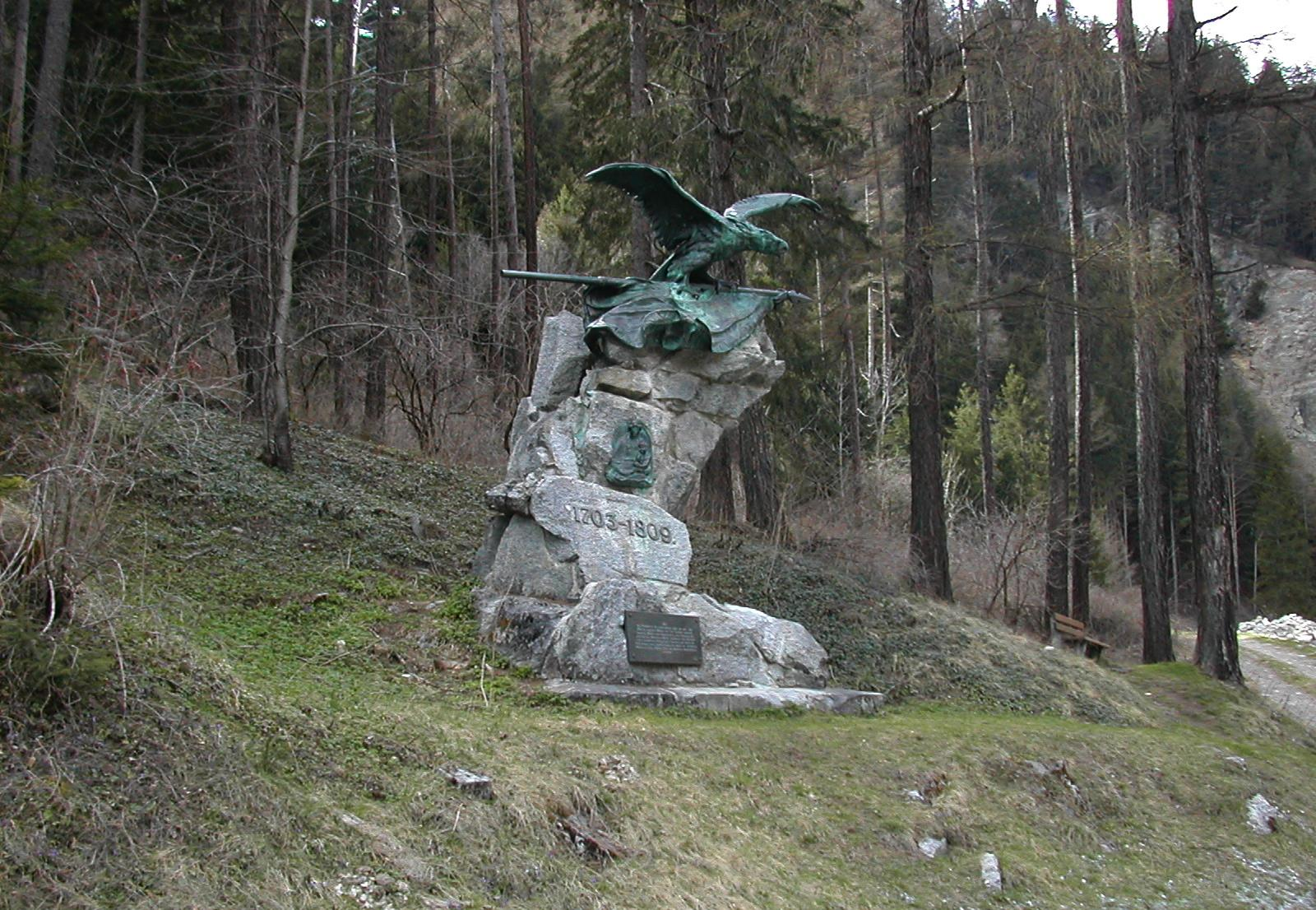
Het monument bij de Pontlatzer Brücke

De Pontlatzer Brücke is een brug over de Inn in het Oberinntal in het Oostenrijkse Tirol. De brug ligt ten noorden van Prutz op een hoogte van 863 meter.
Reeds in de Romeinse tijd voerde de Via Claudia Augusta hier over de Inn. De naam is afgeleid van Pons Ladis, dat brug van Ladis betekent. 
Het nauwe punt bij de brug bood tot tweemaal toe, zowel in 1703 ten tijde van de Spaanse Successieoorlog als in 1809 tijdens de napoleontische oorlogen, de mogelijkheid voor een hinderlaag om het Beierse leger weerstand te bieden.
Toen in 1703 Maximiliaan II Emanuel van Beieren Tirol bezette, werd een in juli richting de Reschenpas marcherende eenheid van 300 man door middel van steenlawines en op de hellingen gepositioneerde Tiroolse schutters vernietigd. Deze overwinning, waarbij aan eigen zijde slechts weinig slachtoffers vielen, was het startschot voor de Tiroler bevolking om in opstand te komen, waarna Max Emanuel op 26 juli moest vluchten uit Innsbruck. 
Toen in 1809 Beierse troepen Tirol binnentrokken, raakten zij op 8 en 9 juli tussen de Pontlatzer Brücke en de brug bij Prutz slaags met Tiroolse opstandelingen. Opnieuw ging de overwinning naar de Tiroolse vrijheidsstrijders.
Ter herinnering aan beide slagen werd in 1904 een monument bij de Pontlatzer Brücke onthuld. 
De huidige stalen boogbrug stamt uit 1899.